# Thoósza
Thoósza (görögül: Θόωσα) nimfa a görög mitológiában. A tengeri nimfák közé tartozott. Ő volt a viharzó, zajgó tenger megtestesítője. Phorküsz tengeristen és Kétó tengeristennő leányaként testvére lett a Gorgóknak, a Graiáknak és Ladón sárkánynak. Együtt hált Poszeidónnal, akinek Polüphémoszt szülte. 